# NGC 3798
NGC 3798 ist eine linsenförmige Galaxie vom Hubble-Typ SB0 im Sternbild Löwe am Nordsternhimmel. Sie ist schätzungsweise 157 Millionen Lichtjahre von der Milchstraße entfernt. Gemeinsam mit zwei weiteren Galaxien bildet sie die NGC 3798-Gruppe oder LGG 245.
Das Objekt wurde am 6. April 1785 vom deutsch-britischen Astronomen Wilhelm Herschel entdeckt.

## NGC 3798-Gruppe (LGG 245)
| Galaxie  | Alternativname | Entfernung/Mio. Lj |
| -------- | -------------- | ------------------ |
| NGC 3798 | PGC 36199      | 157                |
| NGC 3812 | PGC 36256      | 159                |
| NGC 3815 | PGC 36288      | 164                |